# Ioan Roșescu
Ioan Roșescu (n. secolul al XX-lea – d. 12 septembrie 1941, Odessa, URSS) a fost un pilot român de aviație, as al Aviației Române din cel de-al Doilea Război Mondial.
Căpitanul av. Ioan Roșescu a fost decorat cu Ordinul Virtutea Aeronautică de război cu spade, clasa Crucea de Aur cu 2 barete (4 noiembrie 1941) „pentru eroismul dovedit în luptele aeriene dela Manheim și Duboșari, doborând două avioane inamice, precum și pentru curajul arătat în cele 72 misiuni pe front”.

## Decorații
- Ordinul „Virtutea Aeronautică” de Război cu spade, clasa Crucea de Aur cu 2 barete (4 noiembrie 1941)[3]